# موزه گئورگ چاووش

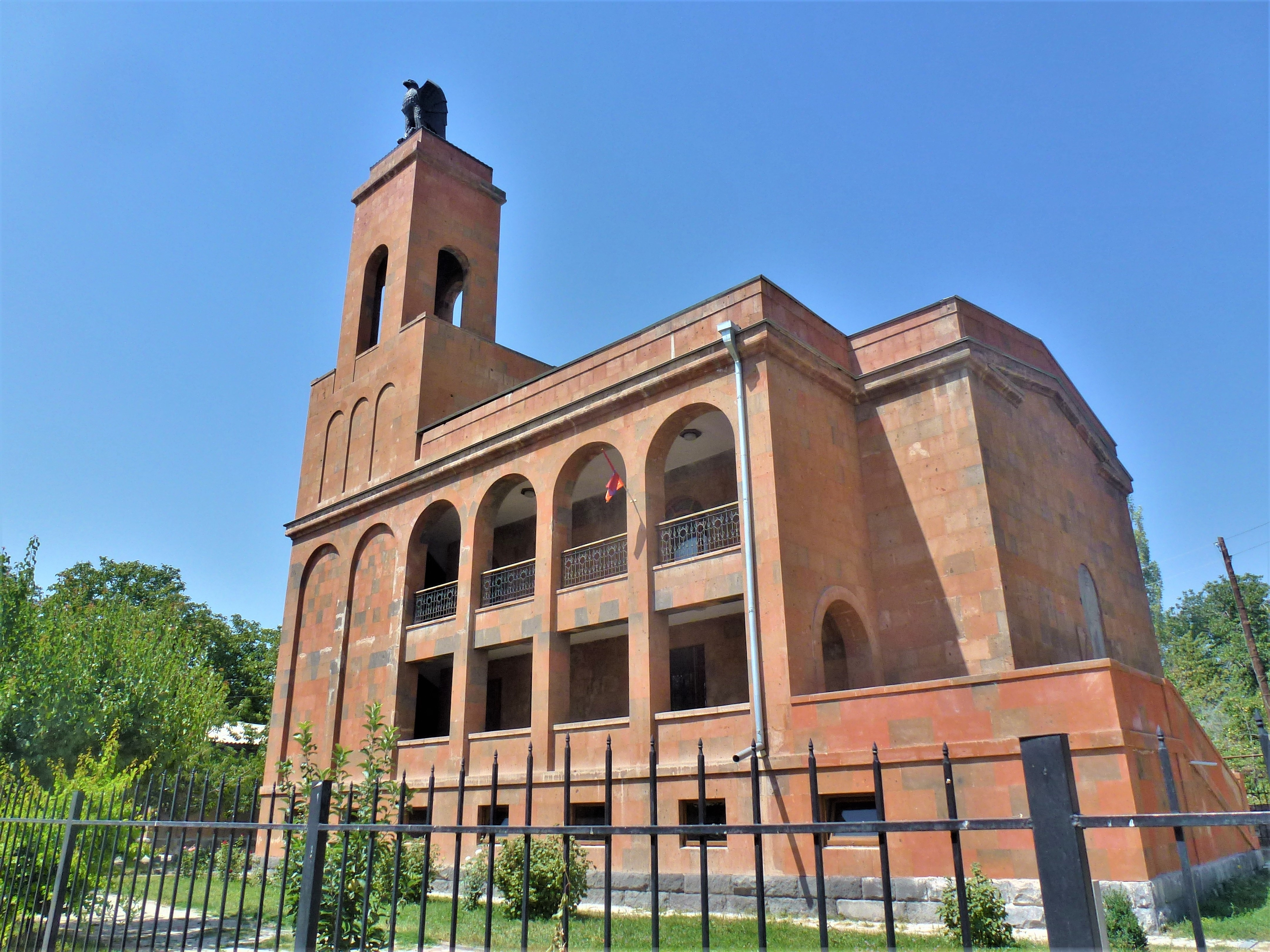
موزه گئورگ

موزه گئورگ چاووش (انگلیسی: Kevork Chavoush Museum) در سال ۱۹۸۰ افتتاح شد و در آشناک، ارمنستان واقع شده است. این موزه تاریخ و فرهنگ آشناک و همچنین آثار، زندگانی و لوازم شخصی گئورگ چاووش رهبر جنبش آزادی‌بخش ملی ارمنی را به نمایش می‌گذارد.

## تاریخچه
این موزه در دهه ۱۹۸۰ میلادی به ابتکار گئورگ ملکونیان برادرزاده گئورگ چاووش بنا و توسط معمار ایسرائلیان طراحی شده است. عقابی که به سمت غرب به سوی ارمنستان غربی
رواز می‌کند بعداً بر روی برج موزه افزوده شده است. در سال ۲۰۱۴ مجسمه عقاب ارمنی بر روی برج خانه‌فدایی موزه گئورگ چاووش توسط معمار لوون مکرتچیان و مجسمه‌ساز گئورگ گئورگیان (مجسمه‌ساز) طراحی و نصب شده است.

## نگارخانه

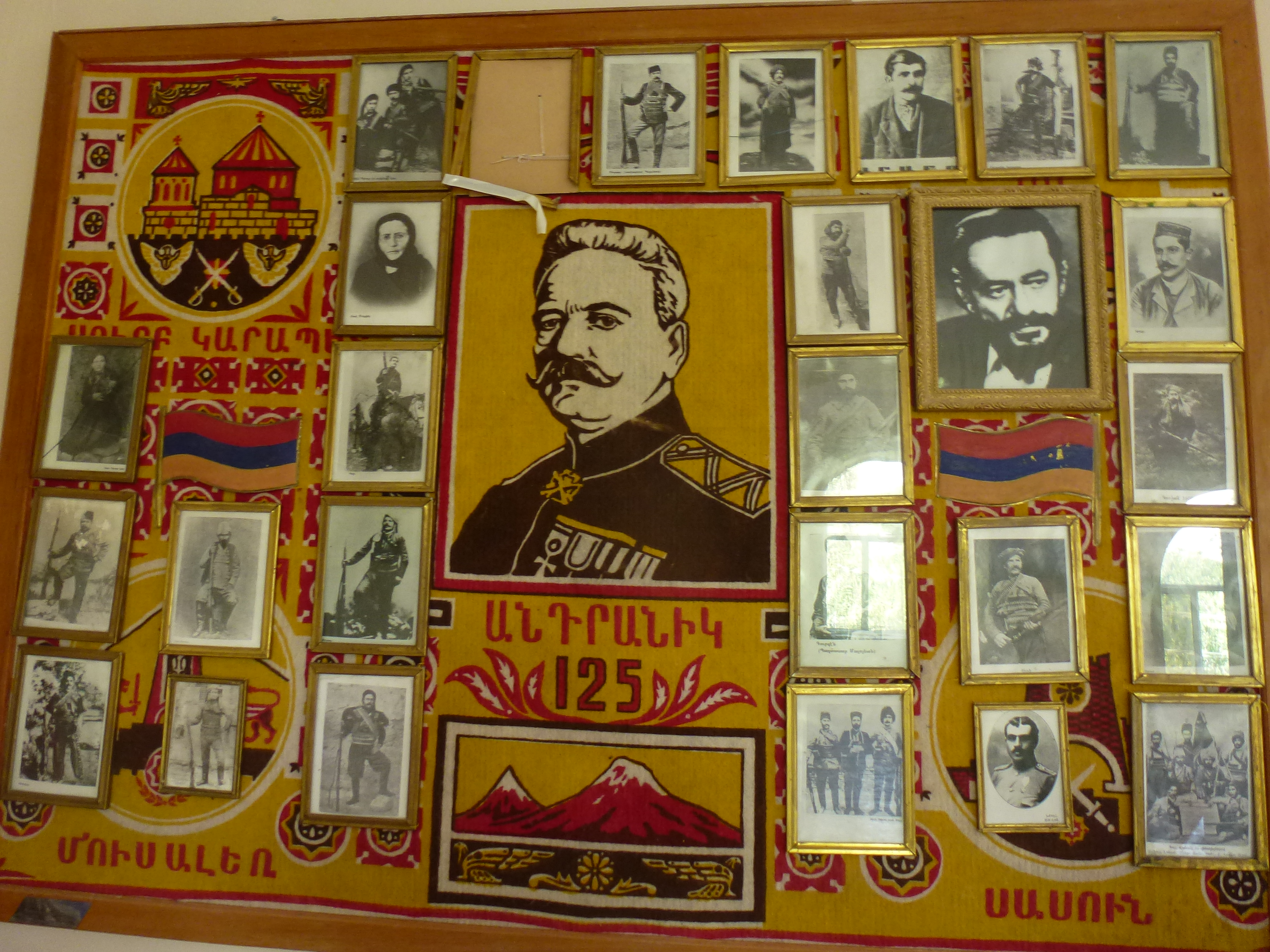
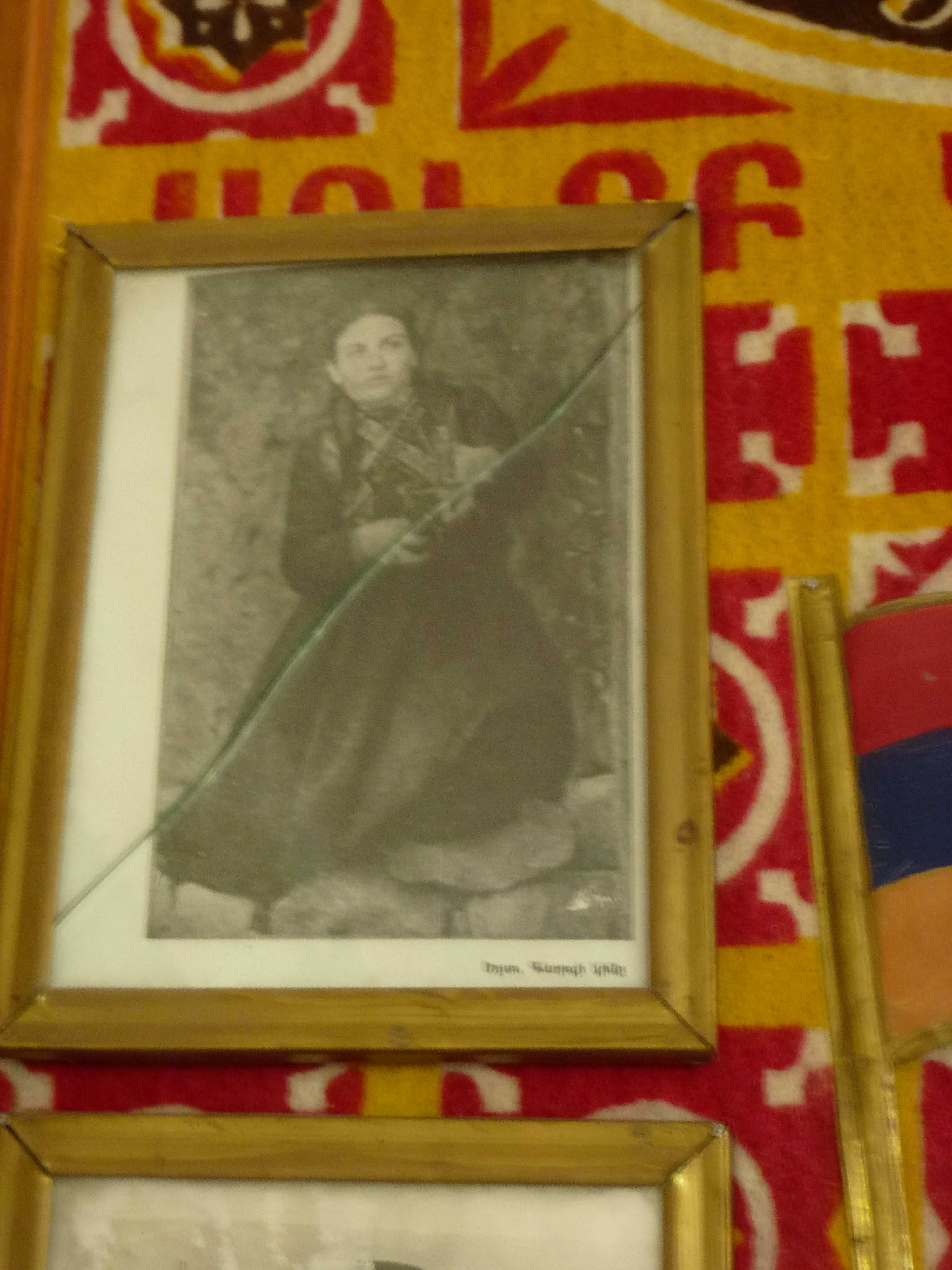
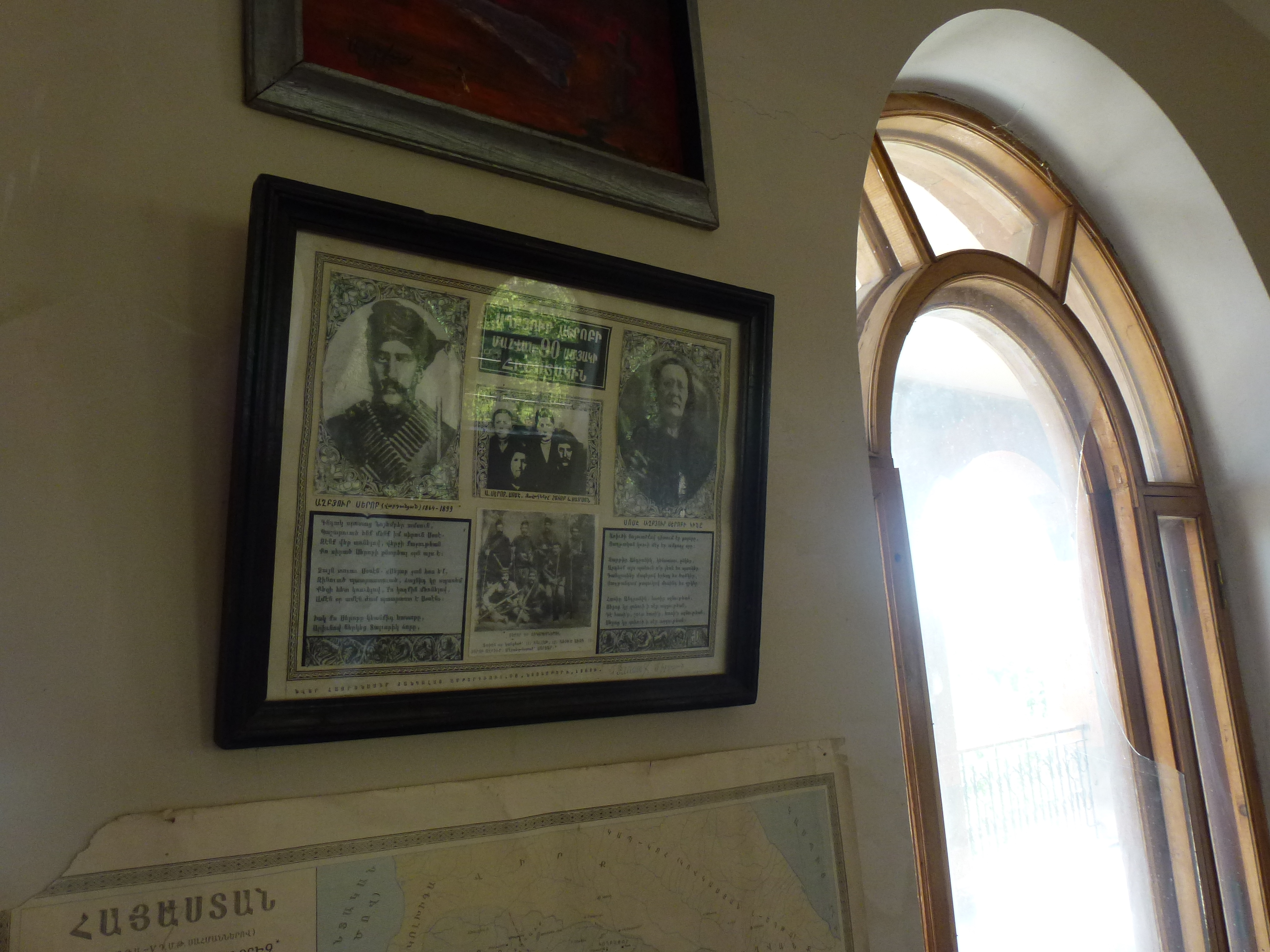
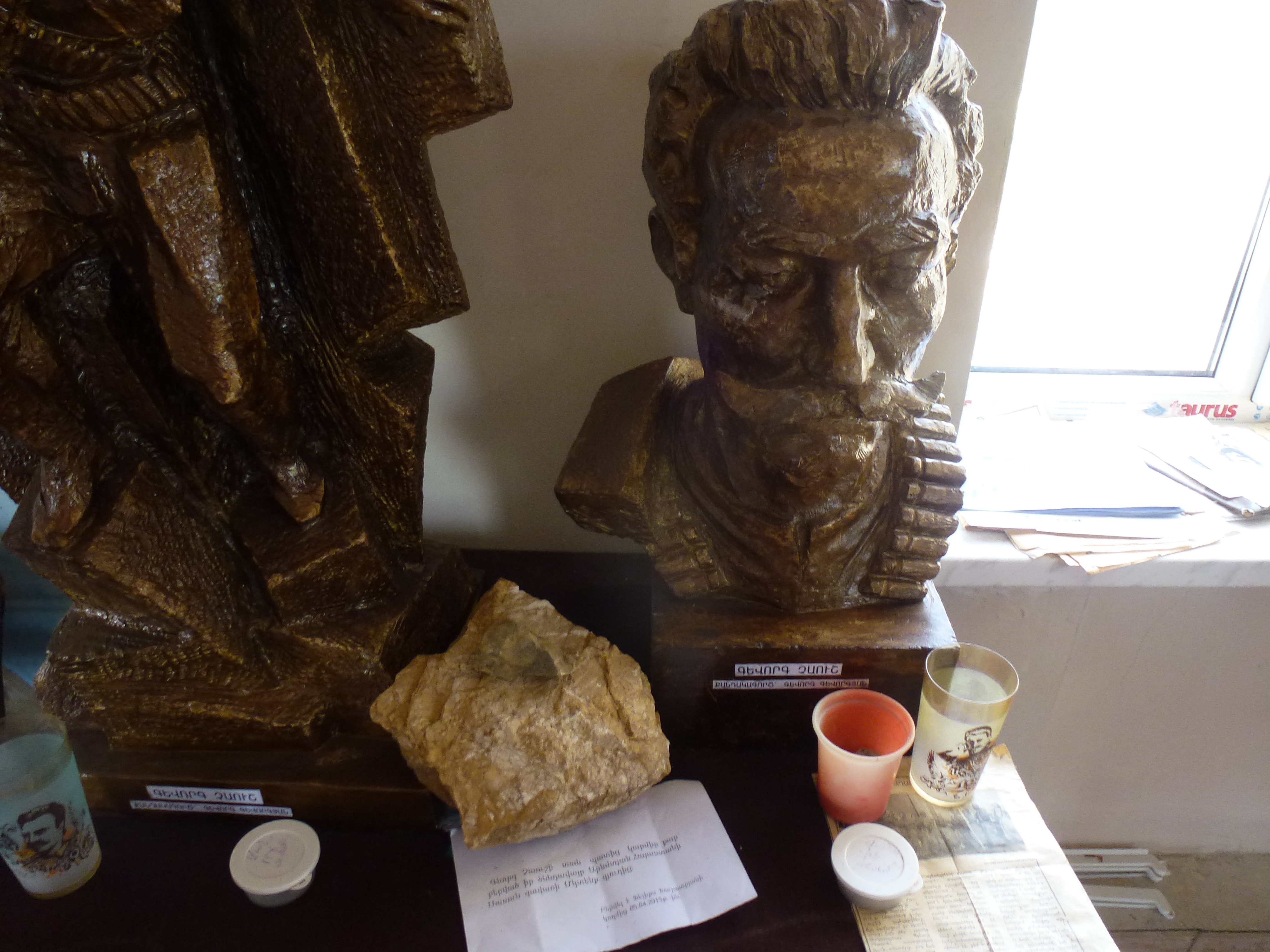
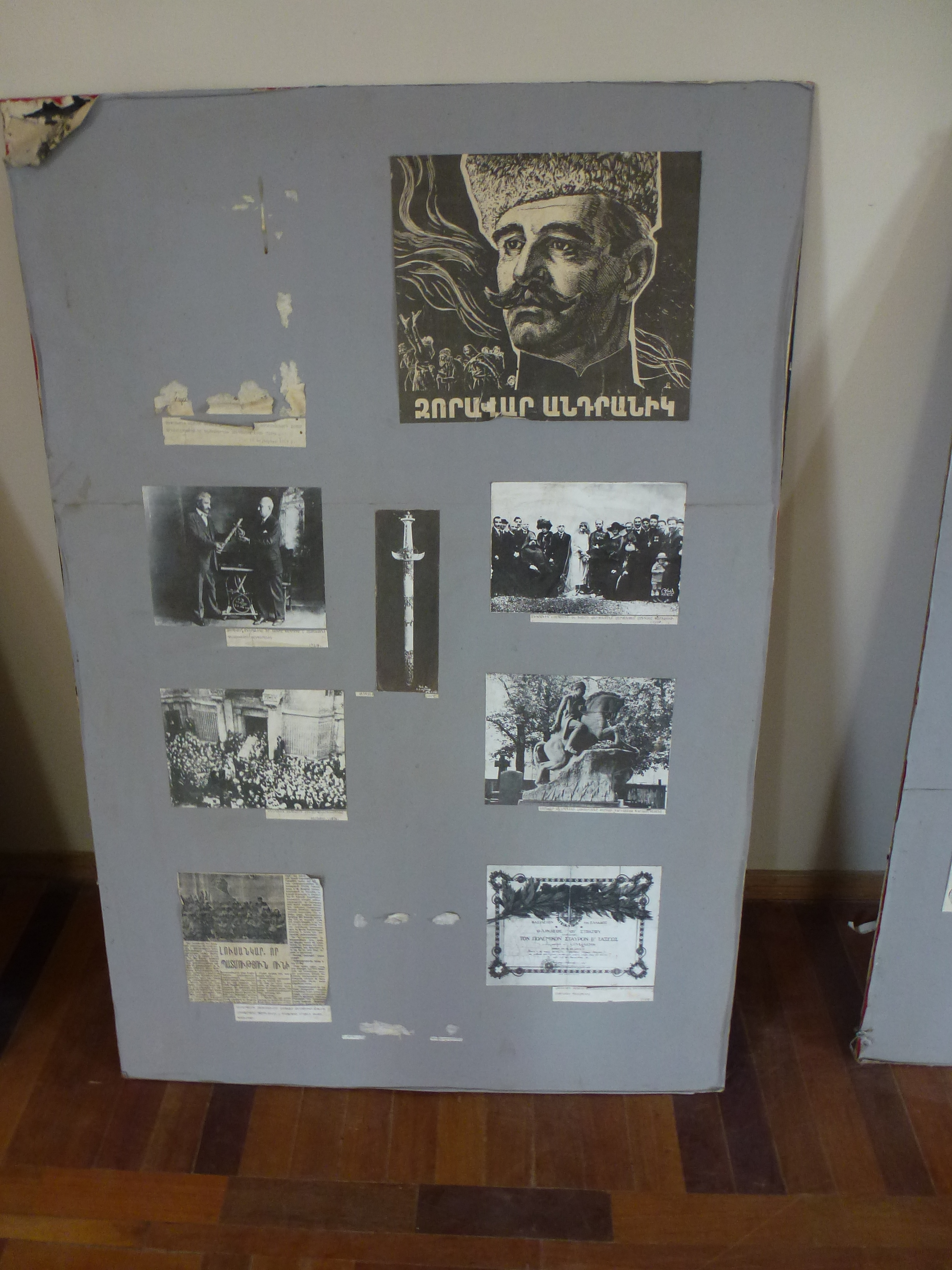
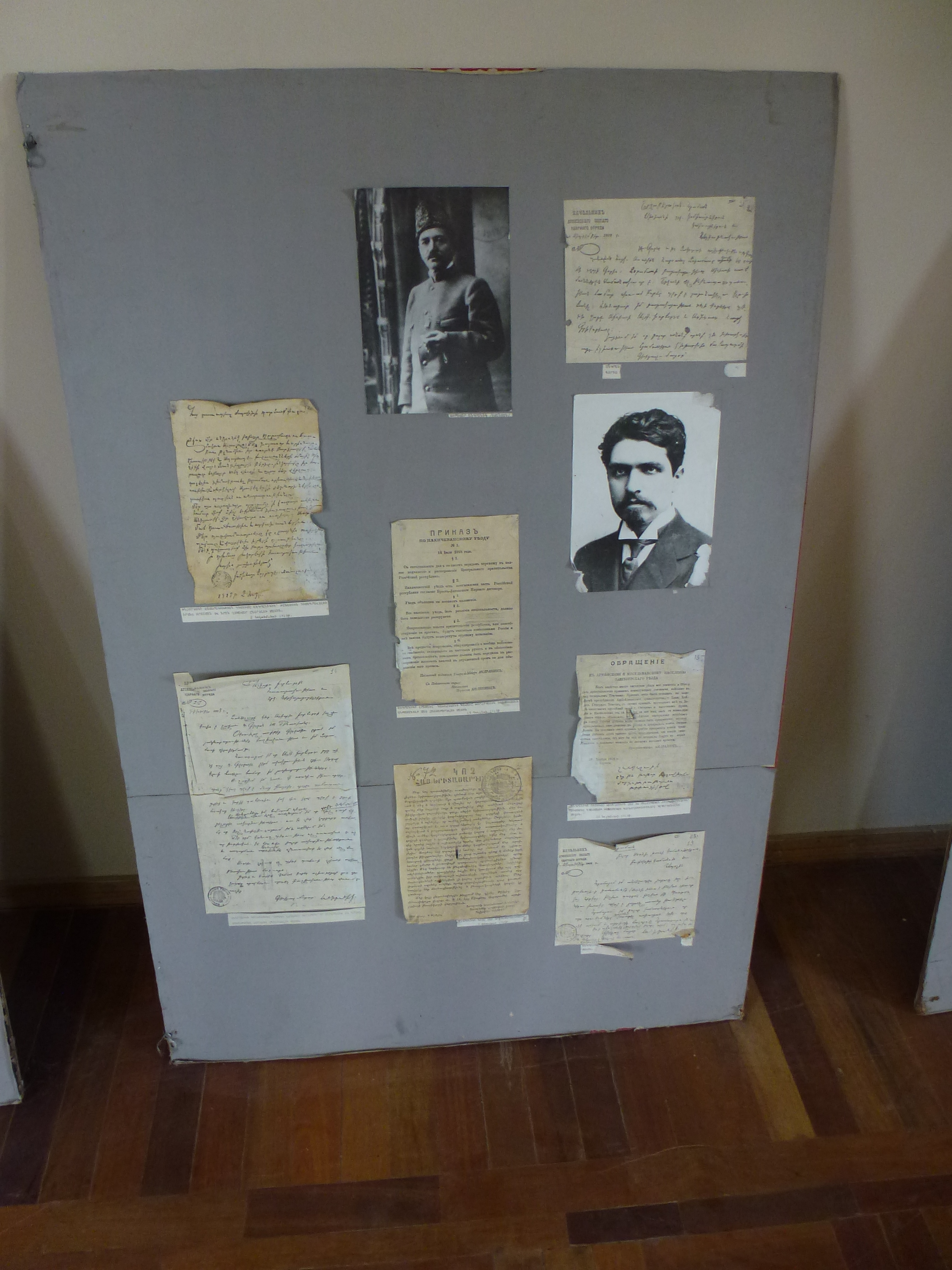
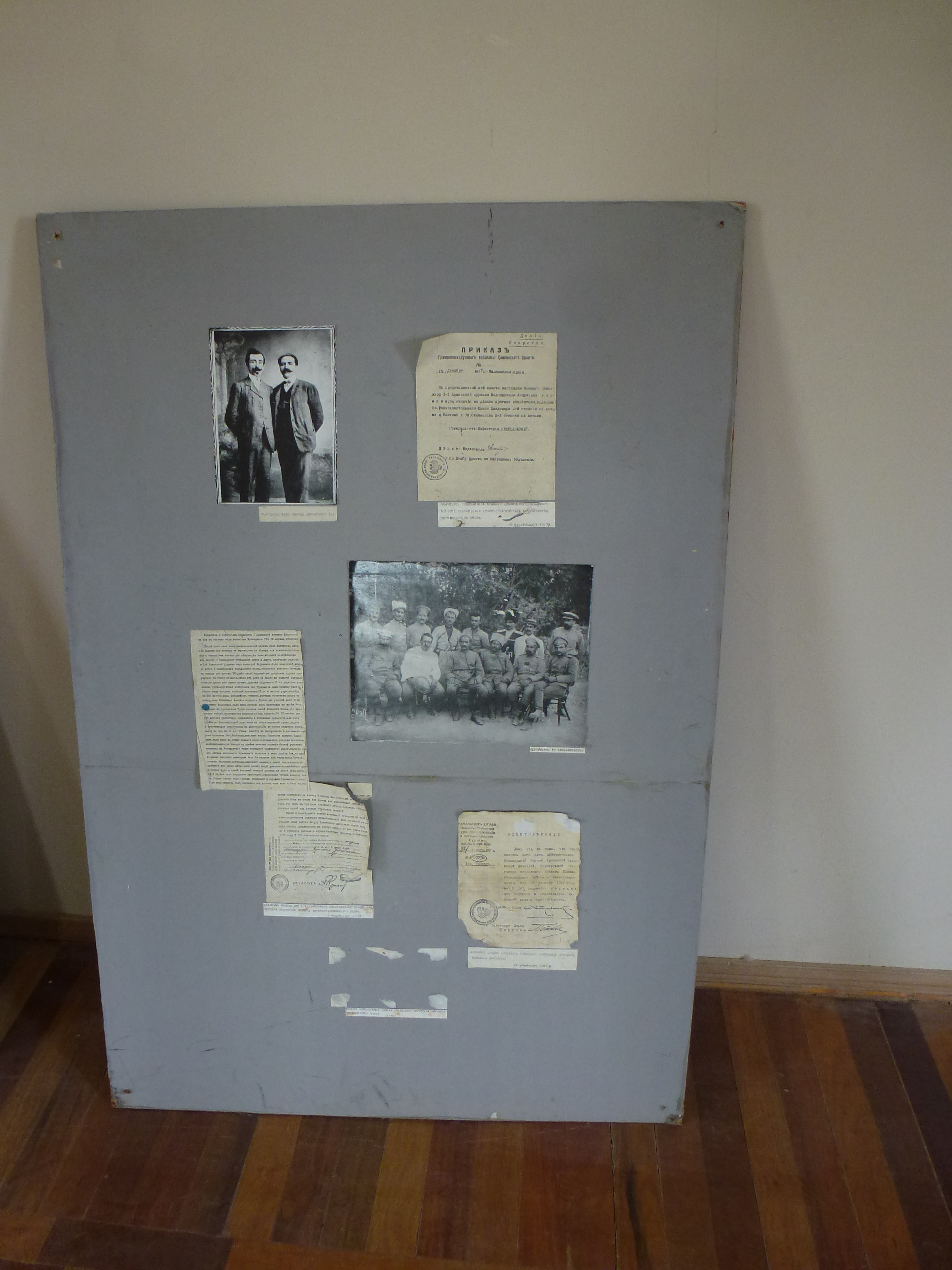